# Idaea holosericaria
Idaea holosericaria är en fjärilsart som beskrevs av Brd 1846. Idaea holosericaria ingår i släktet Idaea och familjen mätare. Inga underarter finns listade i Catalogue of Life.